# Four Corners (Florida)
Four Corners (anche noto come Citrus Ridge) è un census-designated place (CDP) degli Stati Uniti d'America, situato nello Stato della Florida, diviso tra quattro contee: la contea di Lake, la contea di Polk, la contea di Osceola e la contea di Orange.